# Gościno
Gościno (em alemão: Groß Jestin) é um município no noroeste da Polônia, na voivodia da Pomerânia Ocidental, no condado de Kołobrzeg e sede da comuna de Gościno. Encontra-se na planície de Gryfice, no córrego de Gościnka e estende-se por uma área de 5,7 km², com 2 410 habitantes, segundo os censos de 2016, com uma densidade de 422,8 hab/km².

## Localização
A cidade está localizada na planície de Gryfice, a cerca de 20 km ao sul de Kołobrzeg, na estrada da voivodia n.° 162. O córrego Gościnka corre ao longo da parte oriental da cidade, percorrendo 2,5 km ao norte até o rio Parsęta. Aproximadamente 0.8 km a noroeste da cidade existe um lago com o mesmo nome, Gościno.
A área da nova cidade é de 5,7 km².
Aproximadamente a 0,5 km a sudoeste de Gościno há um assentamento, Gościno-Żalno, e a 0,8 km, a vila Gościno-Dwór. Outra vila próxima é Lubkowice, a cerca de 0,5 km ao nordeste.

## História
A vila medieval de Gościno era propriedade do conselho da cidade de Kołobrzeg e foi entregue à cidade pelo bispo Johann. Anteriormente tinha pertencido a Nicolau de Jestin. Gościno possuía vários latifúndios, um deles era a fazenda Gościno-Dwór (Gross Jestin Gut), na estrada para Myślin.
Após a Segunda Guerra Mundial, Gościno estava localizada na voivodia de Szczecin, nos anos 1950-1975, na chamada grande voivodia de Koszalin e, em 1975-1998, na chamada pequena voivodia de Koszalin.
Em 1 de janeiro de 2011, Gościno recebeu os direitos de cidade.

## Toponímia

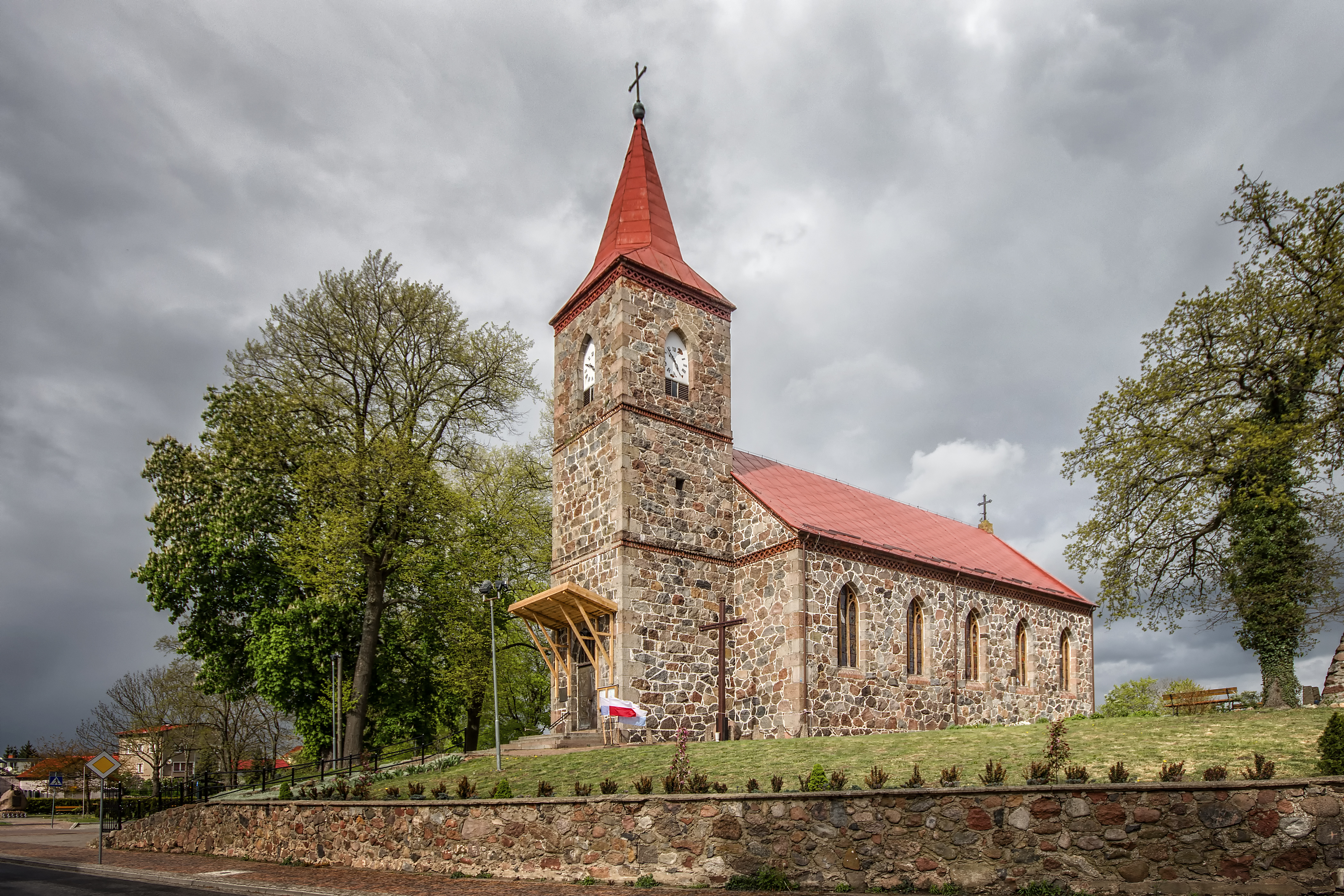
Igreja de Santo André Bobola do século XIX

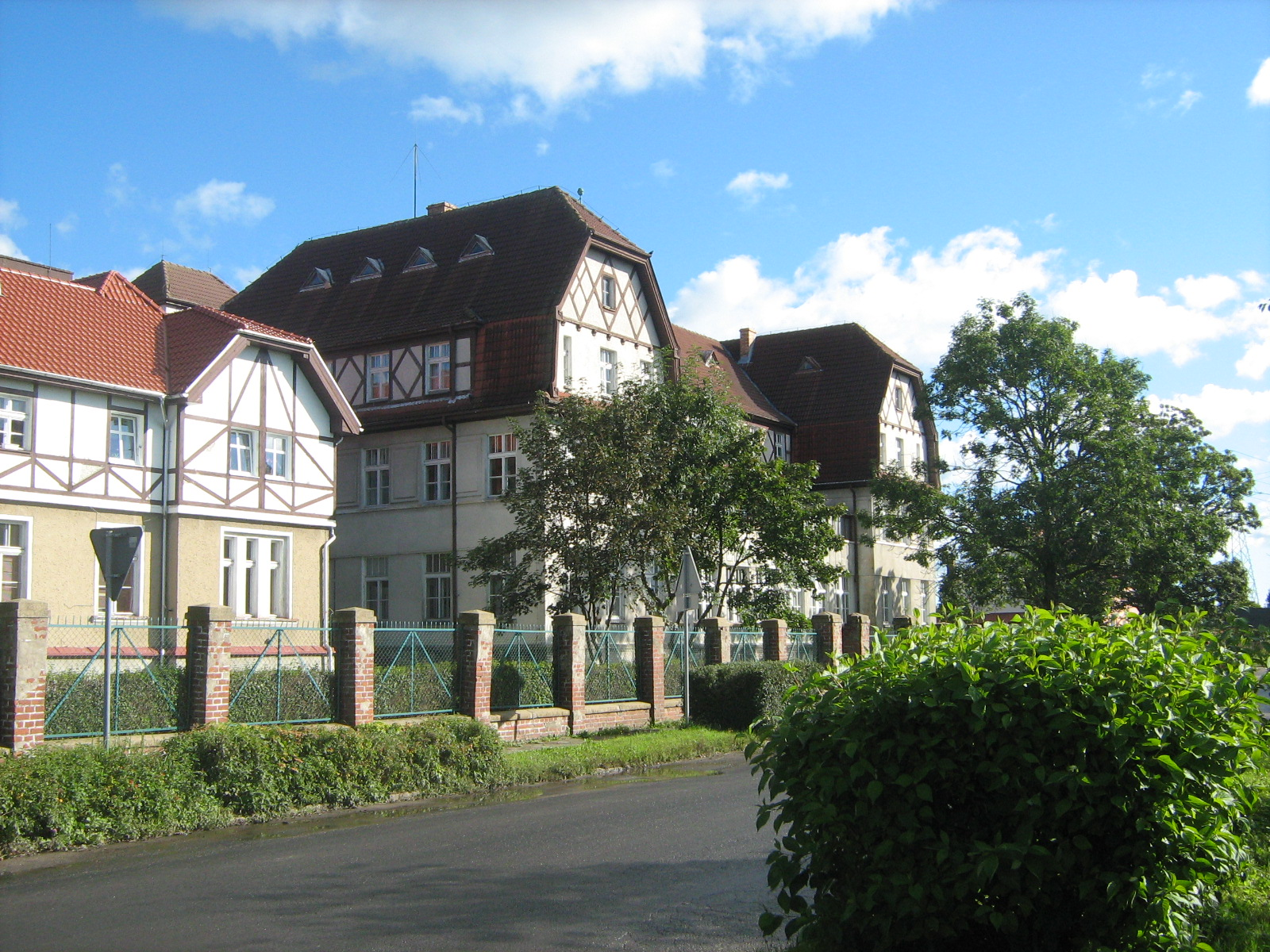
Rua Karlińska, Asilo de Idosos

A primeira menção ao nome da vila foi registrada em 1238 como Gostino, 1281 – Jezstyn .. maiorem, 1296 – Yestin, duabus villis ... antiquo et magno, 1329 – utraque villam nostram Iestin, 1334 – Gross Jestin, 1553 – Gestin 1618, 1789 – Gr. Gestin, 1836 – Gr. Jestin. O nome Gościno foi oficialmente introduzido em uma portaria de 1946, substituindo o nome alemão anterior Groß Jestin. Antes, durante os primeiros meses do pós-guerra, os nomes Gostyń e Gostrzyń Pomorski foram usados temporariamente.
O nome da vila foi escrito em 1238 como Gostino após o nome Gość, que é uma abreviação do antigo nome masculino polonês Gościmir. [16]. O nome Gościno vem do nome pessoal Gost, com o sufixo -in(o). Nas entradas posteriores, a letra G- foi substituída pela letra J- do alemão.  Também o o mudou para e, que era típico dos dialetos do baixo-alemão. O nome composto também tinha um elemento distinto do alemão, isto é, groß, ou seja, em polonês 'wielki', que é uma tradução do elemento latino usado nas entradas anteriores.

## Arquitetura

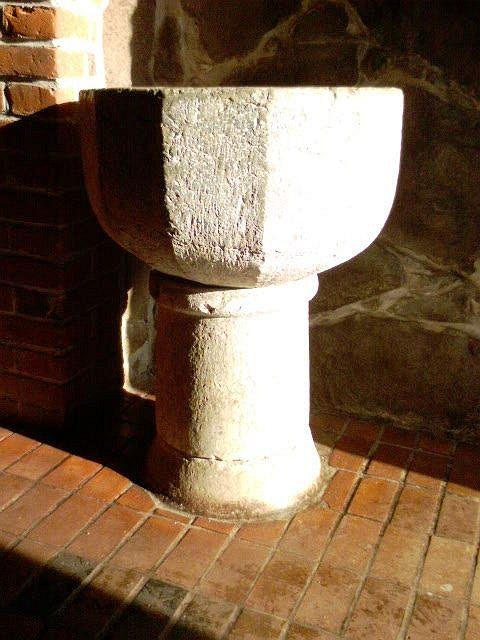
Pia batismal da virada do século XII/XIII

Muitas casas do período que antecedeu à Segunda Guerra Mundial foram preservadas na cidade, incluindo um magnífico prédio na parte norte que abrigou um hospital de campanha logo após a guerra, depois por muitos anos o Lar Estatal de Menores, e agora, entre outros, o Lar do Bem-Estar Social e uma das práticas médicas. A parte oeste da cidade é ocupada por um conjunto habitacional de dois andares da Cooperativa Habitacional Zatorze. Na estrada em direção a Karlino, há uma central de distribuição de energia e uma estação de tratamento de esgoto. Na praça formada pelo cruzamento da rua Kościelna com a 4.ª Divisão do Exército Polonês há um monumento em pedra dedicado ao povo polonês. Uma pedra menor foi colocada perto da igreja em memória dos antigos habitantes alemães.

### Monumentos históricos
Na neogótica igreja paroquial católica de Santo André Bobola de 1869, há uma pia batismal esculpida em uma única pedra (calcário de Gotland) da virada do século XII e XIII, na forma de um copo. Além disso, há um cemitério da igreja no registro de monumentos. [19].

## Infraestrutura
A cidade possui correios, posto policial, guarda municipal, posto de bombeiros voluntários, lojas (mercearias, farmácias, metais, química doméstica, atacadistas de materiais de construção, autopeças, jardinagem e outros), banco com caixa eletrônico, gastronomia, agroturismo, consultórios médicos, cemitério municipal, campo de esportes com instalações, boliche. Indústria alimentícia (2 padarias, grande fábrica de processamento de leite da Arla Foods - produção de queijo), madeira (serrarias). Sede de muitas empresas de serviços (incluindo transporte, mecânica de automóveis; 3 barbeiros). É sede da Inspeção Florestal Gościno.

## Transportes
As conexões de ônibus com Kołobrzeg são fornecidas por várias operadoras. As linhas de ônibus para Białogard, Świdwin, Połczyn-Zdrój e Wałcz também passam por Gościno. Até a década de 1990, um grande cruzamento e, em seguida, a estação final da Ferrovia de Acesso Kołobrzeska, de bitola estreita, operavam na parte oeste da cidade. Os trilhos em Gościn foram completamente retirados na virada de 2006 e 2007.

## Educação
Estabelecimentos de ensino:

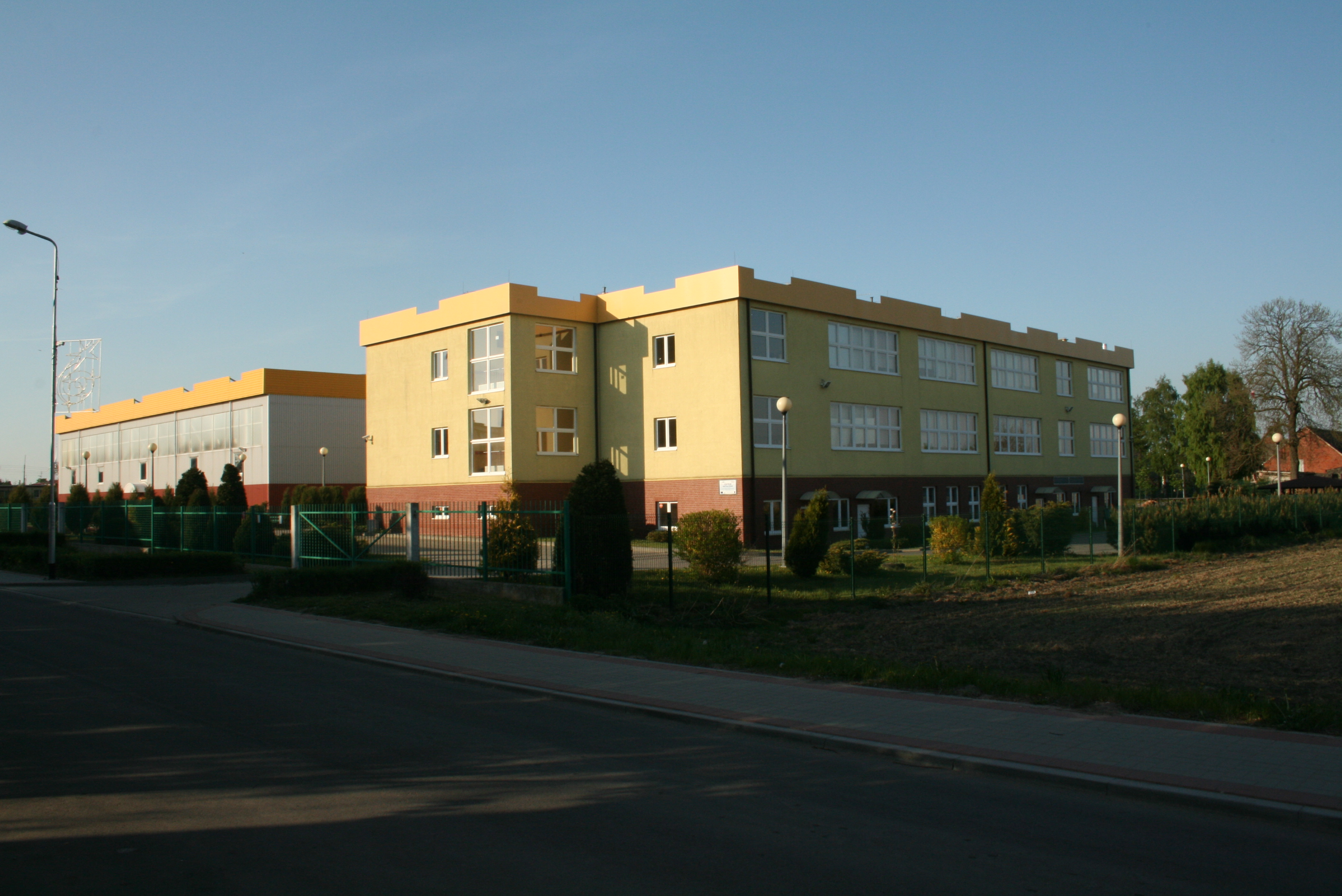
Ensino médio em Gościn

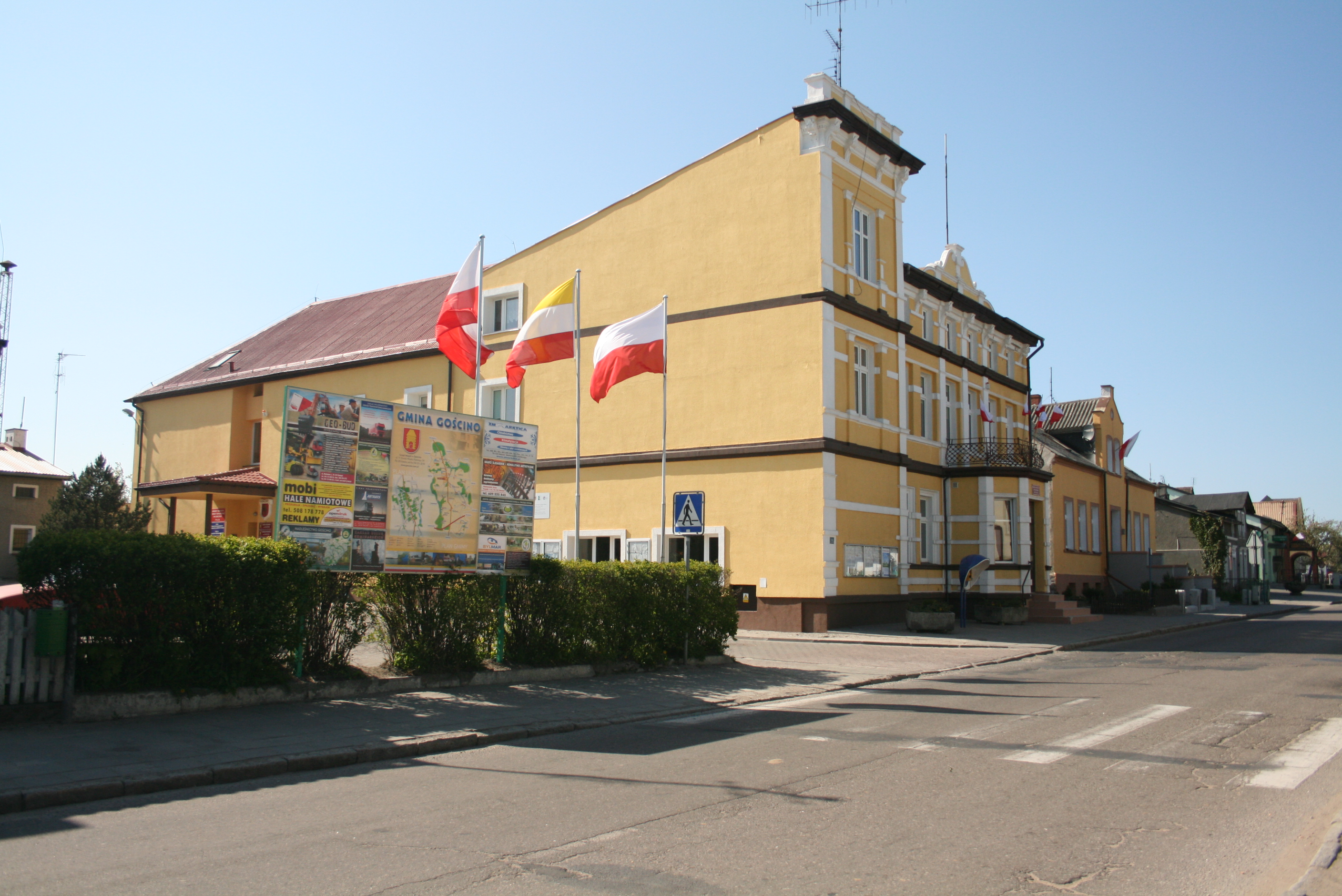
Prefeitura e biblioteca em Gościn

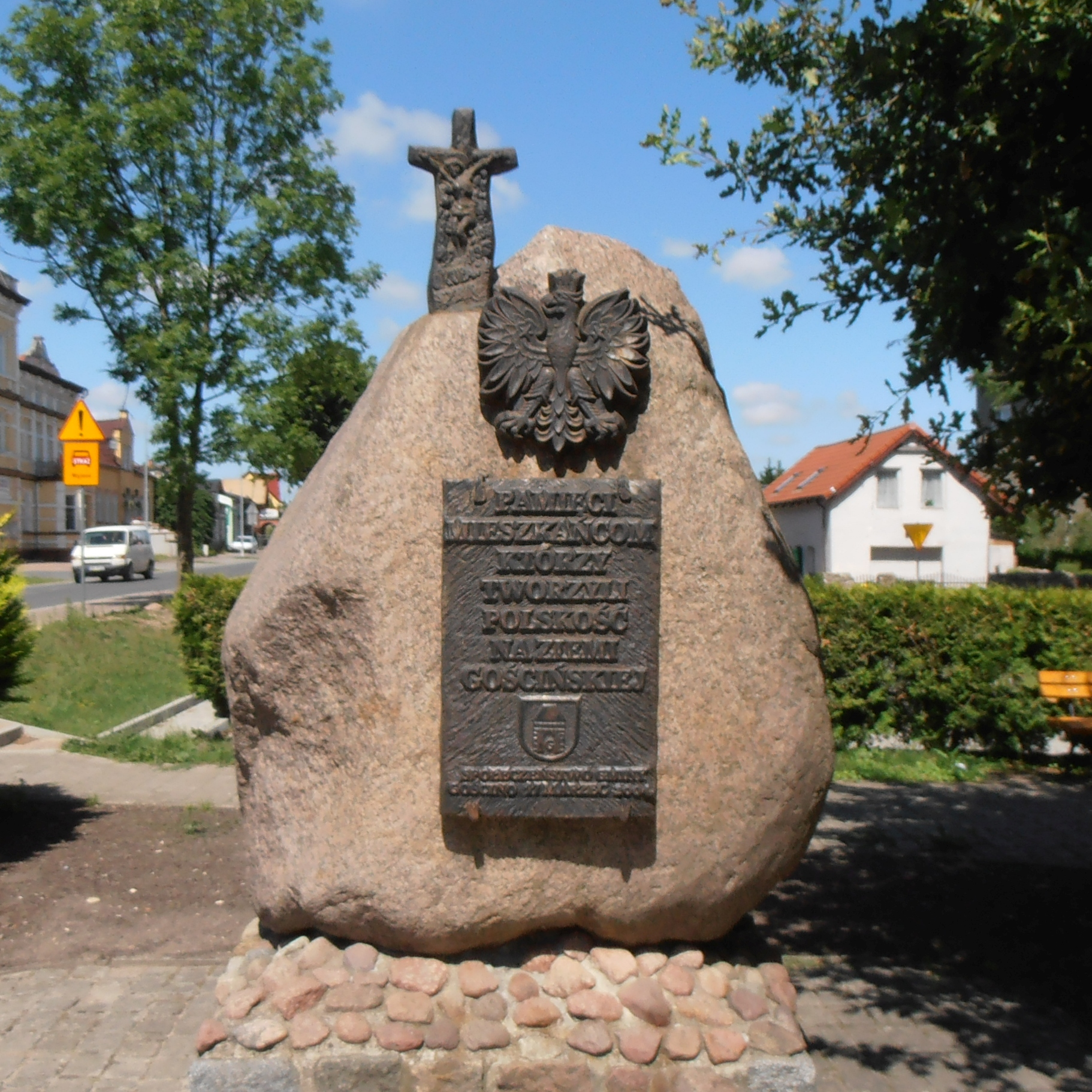
Memorial dedicado ao povo polonês

- Complexo escolar em Gościn - ensino fundamental com departamentos de integração Major Henryk Sucharski
- Complexo escolar em Gościn - Jardim de infância com departamentos de integração
- Escola secundária Kazimierz Górski
- Complexo Escolar Maciej Rataj

## Cultura e esporte
Gościno possui um campo esportivo, com uma quadra de tênis e instalações sociais. O Olimp Gościno Sports Club opera na cidade, cujo time de futebol joga na 4.ª liga. A equipe tem cores azul marinho e cobre.
Todos os anos, uma corrida de bicicleta pela Copa do Báltico passa por Gościno.
Em Gościn existe uma biblioteca pública Tomasz Nocznicki da comuna de Gościno. Um centro de cultura está em operação desde 2009.
Desde fevereiro de 2002, o gabinete da comuna publica um boletim mensal gratuito, Głos Gościna.
Todos os anos, em agosto, são celebrados os Dias de Gościno, durante os quais ocorrem várias festividades, exposições e outras celebrações relacionadas à cidade e à comuna.

## Autonomia
Cinco aldeias pertencem a Sołectwo Gościno: Gościno, Gościno-Dwór, Jarogniew, Jeziorki, Lubkowice. O conselho da sołectwo, que apoia o chefe da sołectwo, pode consistir de 3 a 6 membros, e seu número é determinado pela reunião da sołectwo.
Os habitantes do município elegem 8 dos 15 vereadores para o Conselho Municipal de Gościno em duas circunscrições eleitorais.

## Comunidades religiosas
- Igreja Católica:
  - Paróquia de Santo André Bobola
- Testemunhas de Jeová:
  - Igreja de Gościno